# 24985 Benuri
24985 Benuri este un asteroid din centura principală de asteroizi.

## Descriere
24985 Benuri este un asteroid din centura principală de asteroizi. A fost descoperit pe 22 mai 1998 la Socorro, New Mexico, în cadrul proiectului LINEAR. Asteroidul prezintă o orbită caracterizată de o semiaxă mare de 2,22 ua, o excentricitate de 0,09 și o înclinație de 6,6° în raport cu ecliptica.